# Staci Keanan
Staci Keanan (* 6. června 1975 jako Anastasia Love Sagorsky v Devonu v Pensylvánii) je americká herečka s ruskými kořeny. Jejími nejvýraznějšími rolemi byly role „Nicole Bradford“ v seriálu My Two Dads od roku 1987 do roku 1990 a jako „Dana Foster“ v seriálu Krok za krokem od roku 1991 do roku 1998. Vystupuje také pod pseudonymy Stacy Keenan nebo Staci Love.

## Životopis
Rodiče Irv a Jackie Sagorski se rozvedli, když byly Staci pouhé 3 roky. Na popud své matky začala o 2 roky později dělat modeling a natáčet televizní reklamy. Zanedlouho se s matkou a sestrou Pilar přestěhovaly do New Yorku, kde začala poprvé hrát v divadle. Kvůli její debutové filmové roli v minisérii I'll Take Manhattan  si volí pseudonym Staci Love. (Staci odvozené od jména Anastasia, Love je rodné příjmení matky).
Když bylo Staci 12 let, šla na konkurz na postavu Nicole Bradford v seriálu My Two Dads. Tuto roli nakonec opravdu získala a celá rodina se kvůli tomu ihned přestěhovala do Los Angeles. Před natáčením si změnila své umělecké jméno na Staci Keanan. Toto jméno se mezi diváky uchytilo nejvíce.
(Zvolení tohoto příjmení Staci nikdy veřejně nevysvětlila. Údajně si však nechala vypracovat rodokmen, kde nalezla jméno „Kean“)
Seriál My Two Dads se točil od roku 1987 do 1990. O rok později si krátce zahrála v seriálu Going Places a následně získala svou nejslavnější roli v seriálu Krok za krokem. V roli chytré a uštěpačné Dany Foster vydržela až do roku 1998. V tomto roce seriál kvůli nízké sledovanosti po vyhození Codyho (Sasha Mitchell) skončil.
V roce 1997 si opět změnila své umělecké jméno, tentokrát na Stacy Keenan.
Svou další roli získala o 6 let později ve filmu Stolen Poem. Po snímcích Hidden Secrets, Death and Cremation, Holyman Undercover se ve filmu You Again opět setkala s Patrickem Duffym a Christine Lakin (všichni tři hráli v Krok za Krokem od začátku až do konce).

## Divadlo
- Red Flags .... ???, Divadlo Zephyr, Los Angeles
- Above the Fold .... ???, Divadlo Zephyr, Los Angeles.
- Moment in the Sun .... Diane Bellini, Divadlo Matrix, Los Angeles
- Last Call at Moby Dick's .... ???, Divadlo McCadden, Los Angeles
- Appeared in Annie .... ???, Divadlo Stagedoor Manor
- Georgia Avenue .... ???, Goodspeed Opera Company
- Miss Lulu Bett .... ???, divadelní festival v Berkshire, Stockbridge, MA
- Gypsy and The King and I. .... ???, Divadlo Normy Terris, Chester, CT

## Filmografie
- Sarah's Choice (2009) .... Denise
- Holyman Undercover (2009) .... Carmen
- Hidden Secrets (2006) .... Rachel Wilson
- Ukradená báseň (2004) .... Jamie
- Zkurvená nuda (1997) .... Ever
- Ski Hard (1995) .... Annie Meyers
- Casey's Gift: For Love of a Child (1990) .... Kathy Ctilwell
- Lisa (1989) ... Lisa